# Sondre Justad
Sondre Justad (Henningsvaer, 15 ottobre 1990) è un cantante norvegese.

## Biografia
Sondre Justad si è fatto conoscere col primo album in studio Riv i hjertet (2015), arrivato al 6º posto della VG-lista e certificato doppio platino dalla IFPI Norge per le 40 000 unità equivalenti; il disco ha fatto inoltre guadagnare all'artista tre nomination agli Spellemannprisen, tra cui quella all'album dell'anno.
È poi uscito il secondo LP, dal titolo Ingenting i paradis (2018), classificatosi 4º. Esso, candidato per due Spellemannprisen, include Ikke som de andre, primo ingresso del cantante nella top 30 norvegese, candidato per lo Spellemannprisen alla canzone dell'anno e per quello al video dell'anno.
En anna mæ (2022) è divenuto il terzo disco dell'interprete a ricevere una nomination agli Spellemannprisen, nonché il primo a raggiungere il podio della classifica nazionale. Il ramo norvegese della International Federation of the Phonographic Industry gli ha assegnato tre ulteriori dischi d'oro, equivalenti a 90 000 unità di vendita.

## Discografia

### Album in studio
- 2015 – Riv i hjertet
- 2018 – Ingenting i paradis
- 2022 – En anna mæ

### Singoli
- 2014 – Nu har du mæ
- 2015 – Det e over
- 2015 – Tilbake
- 2015 – Riv i hjertet
- 2016 – Tida vi bare va
- 2017 – Ingenting
- 2017 – Paradis
- 2018 – Gjør det igjen
- 2018 – Ikke som de andre
- 2019 – Fontena på Youngstorget
- 2021 – Sorry (feat. Musti)
- 2021 – Chill litt
- 2021 – Pause fra mæ sjøl
- 2023 – Befri mæ (con Peder Snekvik)
- 2024 – Kor e du?